# دينمان فينك
دينمان فينك (بالإنجليزية: Denman Fink)‏ هو فنان أمريكي، ولد في 1880، وتوفي في 1956.